# Свон Хилс (Алберта)
Свон Лејк (енгл. Swan Hills) је варошица у централном делу канадске провинције Алберта. Смештен је на око 80 км северно од вароши Вајткорт, на месту раскрснице провинцијских ауто-путева 32 и 33. Припада статистичкој регији Северна Алберта.
Према подацима пописа становника из 2011. у вароши је живело 1.465 становника што је за 10,9% мање у односу на резултате пописа из 2006. када је ту живело 1.645 становника.
Привреда почива на налазиштима нафте и природног гаса, а значајан део становништва запослен је и у центру за рециклажу токсичног отпада који се налази северно од града.

## Становништво
| 2006. | 2011. |
| ----- | ----- |
| 1.645 | 1.456 |